# Malagarasi
Malagarasi (ili Malagarazi) je rijeka u središnjoj Africi. Rijeka izvire u blizini granice Tanzanije i Burundija. U svojih prvih 80 km toka rijeka čini međunarodnu granicu između dviju država. Nakon ušća rijeke Lumpungu, rijeka utječe u Tanzaniju. Kroz Tanzaniju čini krug, primajuće brojne pritoke (rijeka Moyowosi glavni pritok, a ostale značajnije su: Ugalla, Gombe, Ruchugi i Nguya). Nakon 475 km toka ulijeva se u istočnu stranu jezera Tanganjika, 40-ak km južno od grada Kigoma. 
Rijeka Malagarasi, zajedno s pritokama Moyowosi i Ugalla, te obližnjim rijekama Rugufu i Luiche, oblikuje veliko i ekološki važno močvarno područje, ekoregiju Malagarasi-Moyowosi.